# William Faithorne
William Faithorne (Londra, 1616 – 13 maggio 1691) è stato un incisore e pittore inglese.

## Biografia

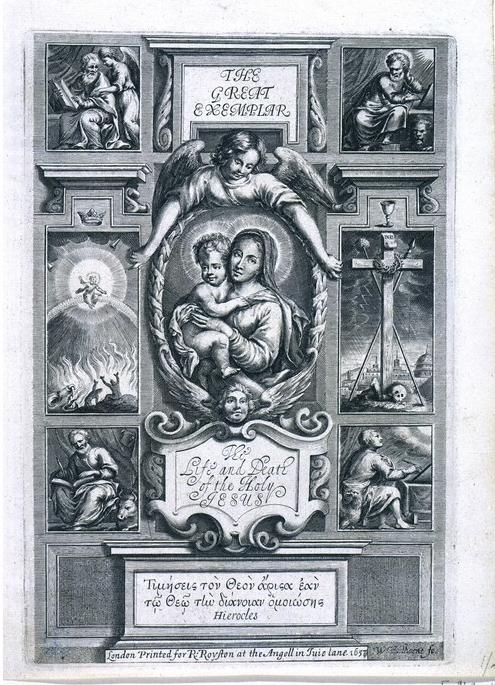
Frontespizio di Faithorne, 1657, Victoria and Albert Museum

Faithorne è nato a Londra ed è stato apprendista del pittore e mercante d'arte Robert Peake e dell'incisore John Payne. Allo scoppio della guerra civile Faithorne venne convinto a parteggiare per Carlo I d'Inghilterra e a militare nelle sue truppe, e quindi accompagnò il suo padrone al servizio del re, e fatto prigioniero a Basing House, fu confinato per qualche tempo ad Aldersgate, dove tuttavia gli fu permesso di esercitare la sua professione di incisore, e tra gli altri ritratti ne fece uno piccolo di George Villiers, I duca di Buckingham.
Grazie alle sollecitazioni dei suoi amici e soprattutto all'esecuzioni di numerosi ritratti dei parlamentari rivoluzionari presso i quali si mise in luce, Faithorne riacquistò molto presto la sua libertà, ma solo a condizione di ritirarsi in Francia, dove ricevette insegnamenti da Robert Nanteuil e da Mellan, dai quali assorbì le maniere grafiche, ammorbidendo il suo stile incisivo con un delicato puntinismo. Gli fu permesso di tornare in Inghilterra verso il 1650 e prese un negozio vicino a Temple Bar, dove, oltre al suo lavoro di incisore, svolse una grande attività come venditore di stampe.
Nel 1680 Faithorne abbandonò il suo negozio e si ritirò in una casa a Blackfriars, occupandosi principalmente di dipingere ritratti a pastello, sebbene occasionalmente si occupasse ancora di incisione. Si dice che la sua vita sia stata accorciata dalle disgrazie, dalla dissipazione e dalla morte prematura di suo figlio William.
Faithorne è particolarmente noto come incisore di ritratti, e tra i suoi soggetti si possono menzionare Sir Henry Spelman, Oliver Cromwell, Marchese di Worcester, John Milton, Caterina de' Medici, Ruperto del Palatinato, Cardinale Richelieu, Thomas Fairfax, III lord Fairfax di Cameron, Thomas Hobbes, Richard Hooker, Robert Devereux, III conte di Essex, Robert Devereux, II conte d'Essex. Le sue incisioni si caratterizzarono per la loro combinazione di libertà e forza con morbidezza e delicatezza, inoltre i suoi dipinti a pastello uniscono a questi l'ulteriore qualità della colorazione chiara e brillante.
Nel 1658 Faithorne incise una grande mappa di Londra che era stata disegnata dal proprietario terriero del Somerset Richard Newcourt. Stampato su quattro fogli, fornisce importanti testimonianze per la geografia della città prima del grande incendio di Londra.
Nel 1662 pubblicò un trattato sulla incisione, ponendo in risalto i pregi del bulino ch'egli predilesse.

## Opere
- Ritratto di Sir Henry Spelman;
- Ritratto di Oliver Cromwell;
- Ritratto del Marchese di Worcester;
- Ritratto di John Milton;
- Ritratto di Caterina de' Medici;
- Ritratto di Ruperto del Palatinato;
- Ritratto del Cardinale Richelieu;
- Ritratto di Thomas Fairfax, III lord Fairfax di Cameron;
- Ritratto di Thomas Hobbes;
- Ritratto di Richard Hooker;
- Ritratto di Robert Devereux, III conte di Essex;
- Ritratto di Robert Devereux, II conte d'Essex.